# Mario Clerico
Mario Clerico (fl. XX secolo) è stato un calciatore italiano, di ruolo attaccante.

## Carriera
Con l'US Torinese disputa 12 gare nel campionato di Prima Divisione 1922-1923, e con la Novese disputa 4 gare nel campionato di Prima Divisione 1923-1924.